# Felinele 3: O lume nouă
Felinele 3: O lume nouă (engleză The Cheetah Girls: One World) este un film produs de Disney Channel din 2008. Este al treilea și ultimul film din seria Felinele. Premiera filmului a fost pe 22 august 2008 pe Disney Channel, în Statele Unite. În România, premiera a avut loc în luna ianuarie a anului 2010, pe Disney Channel România.

## Rezumat
În timp ce Galleria (Raven-Symoné) este plecată în Anglia pentru a urma cursurile Universității Cambridge, Chanel (Adrienne Bailon), Dorinda (Sabrina Bryan) și Aquanette (Kiely Williams) sunt invitate să joace într-un film indian, la Bollywood. Felinele călătoresc în jurul lumii, pentru a ajunge în India. Acolo, fetele îl întâlnesc pe Rahim (Rupak Ginn), vedeta masculină a filmului și pe Gita (Deepti Daryanani), responsabilă cu coregrafia filmului. 
Fetele descoperă că Vikram "Vik" (Michael Steger), directorul muzical al filmului, vrea să aleagă o singură Felină pentru film, bugetul fiind alocat pentru o singură vedetă. Când trebuie să se întoarcă acasă, fetele se întristează, până realizează că, fiecare ar trebui să încerce să obțină rolul principal. Deși fetele promit să fie corecte în competiție, apar situații care le fac pe fete să fie geloase una pe talentul alteia. Chanel se împrietenește cu Vik, Dorinda se împrietenește cu Rahim, iar Aqua cu un băiat cu care ține legătura, decând a plecat din America, numit Amar (Kunal Sharma). 
Fiecărei fete i se dă impresia că va fi aleasă pentru rol. Chanel crede că va câștiga, fiind cea mai bună cântăreață, Dorindei i se promite rolul, deoarece este cea mai bună dansatoare, iar Aqua este convinsă ca va primi rolul, fiind cea mai bună actriță. Cele trei Feline dau fiecare o audiție, în cele din urmă, Chanel fiind aleasă pentru rol. Mai târziu, aceasta refuză rolul, toate trei dându-și seama că prietenia lor e mult prea importantă pentru a o distruge din cauza carierei.
Fetele îl conving pe Khamal (Roshan Seth), producătorul filmului, să o aleagă pe Gita ca actriță principală, iar el este de acord. Filmul se încheie cu Felinele cântând și dansând pe melodia "One World".

## Distribuția
- Adrienne Bailon - Chanel Simmons
- Sabrina Bryan - Dorinda Thomas
- Kiely Williams - Aquanetta Walker
- Roshan Seth - Oncle Kamal Bhatia
- Michael Steger - Vikram Bhatia
- Kunal Sherma - Amar
- Deepti Daryanani - Gita
- Rupak Ginn - Rahim Khan
- Vinod Naspal - Swami
- Samita Hai - Mama lui Amar
- Sujata Kumar - Bucătarul
- J. Bradon Hill - Marty

## Producția
Precum Felinele 2: Aventuri în Spania, filmul a fost filmat într-o țară straină. Într-un interviu, Bailon a declarat că filmul se va fi filma pe o perioadă de trei luni, în India. Ea a declarat, de asemenea, că "toată distribuția originală se va întoarce". Cu toate acestea, Raven-Symoné a confirmat, mai târziu, că nu se va întoarce pentru a filma acest film, fiind ocupată cu al patrulea ei album și filmând pentru filmul Călătorie cu peripeții - College Road Trip. 
Datorită faptului că Raven nu s-a întors, nici Lynn Whitfield, actrița care a interpretat rolul mamei sale în primele 2 filme nu s-a înors. De asemenea, nici Lori Alter, cea care a jucat rolul mamei lui Adrienne Bailon, nu s-a întors. 
Nici Whitney Houston, care a fost producător executiv pentru primele două filme, nu s-a mai întors pentru al treilea film. 
În Statele Unite, în timpul premierei Camp Rock s-a lansat mini-serialul Road to "Cheetah Girls One World", pentru a promova filmul.

## Coloana sonoră
Albumul cu coloana sonoră a fost lansat pe 19 august 2008, în Statele Unite. Coloana sonoră, care a fost lansată în diferite versiuni, conține atât elemente de hip hop cât și de muzică indiană.
1. "Cheetah Love" - The Cheetah Girls 3:20
2. "Dig a Little Deeper" - The Cheetah Girls 2:31
3. "Dance Me If You Can" - The Cheetah Girls 3:30
4. "Fly Away" - The Cheetah Girls 3:24
5. "Stand Up" - Adrienne Bailon 3:10
6. "What If" - Adrienne Bailon 3:30
7. "I'm the One" - The Cheetah Girls 2:58
8. "No Place Like Us" - The Cheetah Girls" 3:25
9. "One World" - The Cheetah Girls 3:43
10. "Feels Like Love" - The Cheetah Girls 3:46
11. "Crazy on the Dance Floor" - Sabrina Bryan 3:32
12. "Circle Game" - Kiely Williams 2:49